# Longoseius
Longoseius – rodzaj roztoczy z kohorty żukowców i rodziny Digamasellidae.

## Morfologia
Pajęczaki o ciele podzielonym na gnatosomę i idiosomę. Gnatosoma ma pięcioczłonowe nogogłaszczki z członem ostatnim zaopatrzonym w dwuwierzchołkowy pazurek. Epistom ma dwa lub trzy wyrostki na przedzie. Szczękoczułki mają jeden, dwa lub cztery ząbki na palcu ruchomym. Idiosoma ma zaokrąglony brzeg tylny i od wierzchu nakryta jest dwoma wyraźnie oddzielonymi tarczkami: podonotalną (prodorsum) nad podosomą i opistonotalną (postdorsum) nad opistosomą. Przednia krawędź tarczki opistonotalnej zwykle ma wcięcie pośrodku. Tarczki brzuszna i analna zlane są w tarczkę wentro-analną. Pierwsza para szczecinek wentralnych rzędu zewnętrznego leży na niezesklerotyzowanym oskórku przed przednią krawędzią tejże tarczki. Odbyt jest niepowiększony i zajmuje mniej niż piątą część długości tarczki wentro-analnej. Odnóża drugiej pary mają dwie lub trzy szczecinki na nasadowym członie stopy. Odnóża trzeciej pary mają cztery szczecinki na krętarzach, mniej niż osiem szczecinek na kolanach i goleniach oraz dwie lub trzy szczecinki na nasadowym członie stopy. Odnóża czwartej pary mają sześć lub osiem szczecinek na kolanach i goleniach oraz od jednej do trzech szczecinek na nasadowym członie stopy.

## Taksonomia
Takson ten wprowadzony został w 1961 roku przez Donalda A. Chanta. Gatunkiem typowym został wyznaczony Longoseius cuniculus. W 1975 roku przez Everta E. Lindquista oraz w 1982 roku przez Wernera Hirschmanna i Jerzego Wiśniewskiego rodzaj ten dzielony był na podrodzaje Longoseius s.str. i Longoseius (Longoseiulus). Z kolei Jurij Szczerbak obniżał mu w 1980 roku rangę do podrodzaju w obrębie rodzaju Dendrolaelaps. W XXI wieku traktowany jest jako osobny, niepodzielony na podrodzaje rodzaj.
Do rodzaju tego należy 9 opisanych gatunków:
- Longoseius aberrans (Hirschmann, 1960)
- Longoseius brachypoda (Hurlbutt, 1967)
- Longoseius cuniculus Chant, 1961
- Longoseius longuloides Hirschmann & Wisniewski, 1982
- Longoseius longulus (Hirschmann, 1960)
- Longoseius longus (Hirschmann, 1954)
- Longoseius nobilis (Barilo, 1989)
- Longoseius ornatosimilis (Shcherbak, 1980)
- Longoseius ornatus (Hirschmann, 1960)